# W63SA
W63SA（だぶりゅーろくさんえすえー）は、三洋電機（大阪）が開発し、京セラが日本国内向けに製造した、auブランドを展開するKDDIおよび沖縄セルラー電話のCDMA 1X WIN対応携帯電話である。

## 特徴
W52SAの後継にあたる機種(デザインはW33SAに近い)でWIN機種初の国際ローミング（グローバルパスポートCDMA）に対応している。機能面ではW54SAからEZ FeliCaの省略とカメラの画素数以外はほぼ同じであるが、W54SAやW61SAでは省略されていたICレコーダー機能の復活などの違いがある。
また、SAブランドのKCP+機では初めての折りたたみ2軸式となっている。

## 沿革
- 2008年（平成20年）6月3日 - KDDI、および京セラより公式発表。
- 2008年7月4日 - 全国にて一斉発売。
- 2008年12月 - レンタル機を除き販売終了。
- 2009年（平成21年）12月 - レンタル機の供給終了。
- 2012年（平成24年）7月22日 - L800MHz（旧800MHz帯・CDMA Bandclass 3）帯エリアによる音声・データ通信サービスの停波によりそれ以降はN800MHz（新800MHz帯・CDMA Bandclass 0 Subclass 2）帯エリア、および2GHz（CDMA Bandclass 6）帯エリアの各音声・データ通信サービスで利用する事となる（予定）。

## 対応サービス
- au Smart Sports
- オーディオ機器連携
- au LISTEN MOBILE SERVICE（LISMOビデオクリップ・LISMO VIDEO対応）
- EZナビウォーク（声de入力・3D対応）
- EZ助手席ナビ
- ナカチェン
- 安心ナビ
- 災害時ナビ
- 緊急通報位置通知
- EZチャンネルプラス
- 赤外線通信(IrSimple)
- EZケータイアレンジ
- EZアプリ Full Game!
- PCサイトビューアー
- PCドキュメントビューアー
- EZアプリ (BREW)（オープンアプリプレイヤー対応）
  - おためし版としてハドソンの『ボンバーマン復刻版』がプリセット。
- デコレーションメール
- 絵しゃべりメール
- ラッピングメール
- テレビ電話

## 不具合
2008年7月25日に以下の不具合の修正がケータイアップデートにより行われた。
- EZwebの接続やEメールの通信に失敗する場合がある
- 待受画面に設定していない時計やカレンダーが表示される場合がある
- Eメール・Cメール・緊急地震速報の受信音鳴動中に、キーを押下すると電源がリセットする場合がある

2008年8月29日に以下の不具合の修正がケータイアップデートにより行われた。
- 稀にケータイサイトの会員登録や登録済サイトへの接続ができない場合がある

2008年10月24日に以下の不具合の修正がケータイアップデートにより行われた。
- 2画面状態でケータイサイトのページ更新を行うと、電源のリセットやキー操作を受付けない状態になる場合がある
- 会員登録済の特定サイトにおいて、初期値が入力項目に表示されない場合がある

2009年5月27日に以下の不具合の修正がケータイアップデートにより行われた。
- EZweb利用中に電源のリセットやキー操作を受付けない状態になる場合がある
- Eメール受信時に何れかのキーを押下すると、電源がリセットする場合がある
- ムービーを早送りすると、キー操作を受付けない状態になる場合がある